# Подкастинг

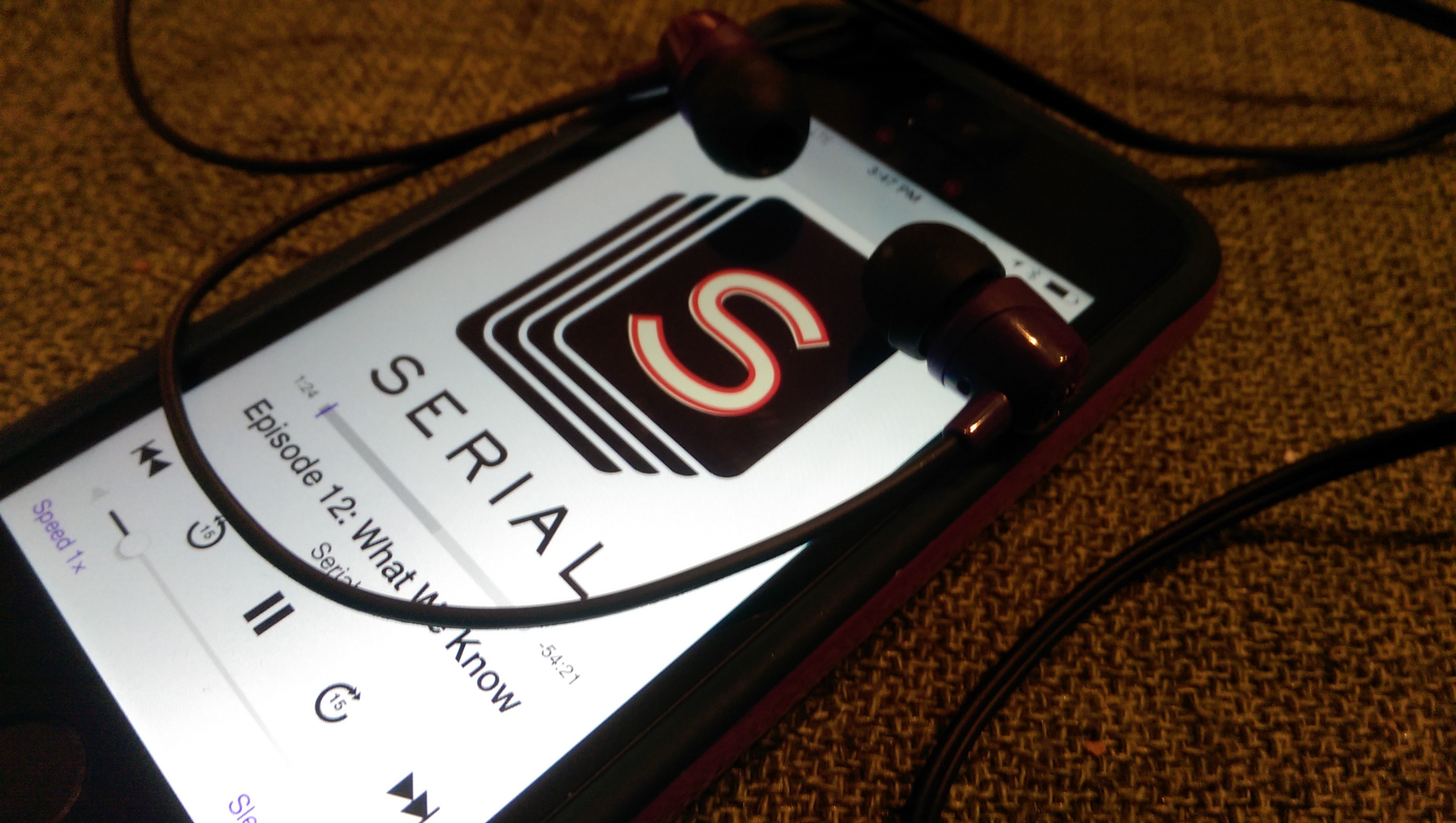
Подкаст проигрывается через приложение Pocket Casts на iPhone

Подка́стинг (англ. podcasting, от iPod и англ. broadcasting или от англ. personal on demand broadcasting — повсеместное вещание, широковещание) — процесс создания и распространения звуковых или видеофайлов — подкастов. По форме подкасты похожи на радио- или телепередачи, существующие в виде файлов, которые загружаются с помощью интернета на устройство пользователя и проигрываются офлайн в удобное для слушателя время и в любом месте.
Как правило, подкасты имеют определённую тематику и периодичность издания. Подписка на них оформляется через RSS или Atom.

## История
Появлению подкастов способствовало распространение нескольких технологий: RSS, аудиоформат MP3 и цифровые аудиоплееры. Впервые подкастинг использовал Адам Карри, написавший в августе 2004 года код программы, позволяющей автоматически загружать новые аудиофайлы с использованием RSS. Файлы могли воспроизводиться на компьютере или переноситься на портативный MP3-плеер.
Термин впервые использовал британский журналист Бен Хаммерсли 12 февраля 2004 года в статье «Звуковая революция» для раздела «Телевизионная индустрия» газеты The Guardian, где отметил:

Если оглядываться назад, всё это кажется совершенно очевидным: MP3-плееры — такие, как iPod от Apple, в карманах, программное обеспечение для производства звука, стоящее дёшево или вообще бесплатное, и веб-журналы для определённой части Интернета; все эти ингредиенты для нового бума любительского радио уже в наличии.
Но как это назвать? Аудиоблоггинг? Подкастинг? Партизанские СМИ?
Оригинальный текст (англ.)With the benefit of hindsight, it all seems quite obvious. MP3 players, like Apple's iPod, in many pockets, audio production software cheap or free, and weblogging an established part of the internet; all the ingredients are there for a new boom in amateur radio.
But what to call it? Audioblogging? Podcasting? GuerillaMedia?— Audible revolution

## Терминология

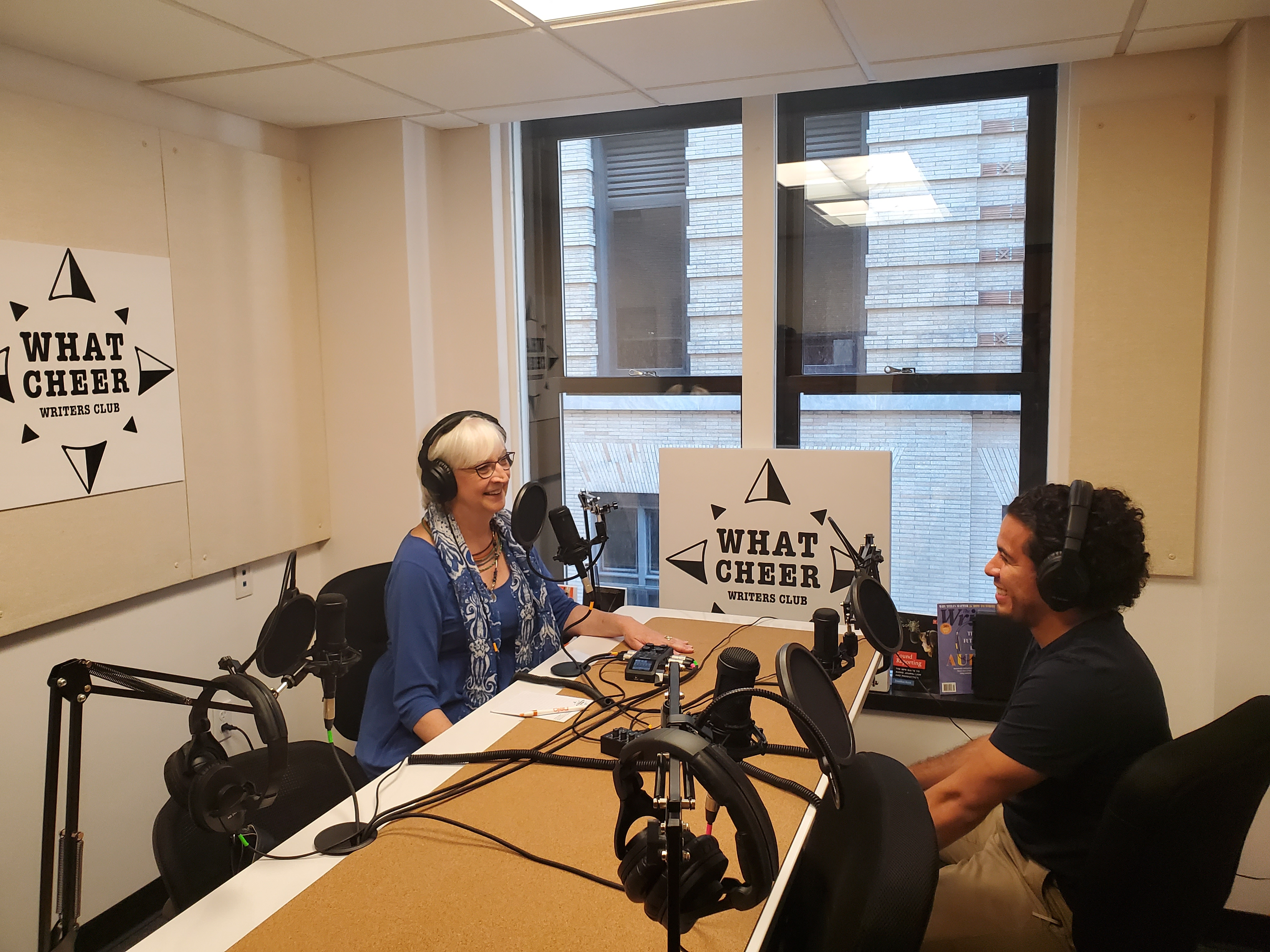
Студия подкастинга

Подка́стом называется либо отдельный аудиофайл, либо регулярно обновляемая серия таких файлов, публикуемых на одном ресурсе Интернета, с возможностью подписки.
Подка́стер — человек, который занимается подкастингом на любительской или профессиональной основе.
Подка́ст-терминал — это сайт, поддерживающий хостинг медиафайлов и в какой-то степени автоматизирующий размещение записей и подписку на обновления. Является типом социальных медиа и схож с технологией видеоблогов и интернет-радио. Кроме аудио- и видеозаписи, может содержать запись речи в текстовом виде.
Подка́ст-клиент (подкаст-менеджер) — это специализированное приложение для прослушивания подкастов. Наиболее популярными приложениями в мире являются Apple Podcasts (предустановленный подкаст-клиент на iOS, iPadOS и macOS), Spotify, Pocket Casts, Google Podcasts, Overcast, Castro и другие. Они предоставляют одинаковую базовую функциональность, но могут различаться по интерфейсу и дополнительным функциям.
С помощью подкаст-менеджеров можно подписываться на подкасты, получать уведомления о новых выпусках, скачивать эпизоды подкастов для оффлайн-прослушивания, настраивать автоматическое скачивание эпизодов, настраивать скорость воспроизведения подкастов без искажения речи. Также подкаст-клиенты могут автоматически вырезать паузы в речи, пропускать заставки в начале и в конце подкастов, сортировать эпизоды по спискам, усиливать голоса ведущих, синхронизировать воспроизведение между устройствами.
Шоуноты и таймкоды — это текстовые материалы, которые могут сопровождать эпизоды подкастов. Как правило, в шоунотах можно найти краткое описание эпизода, список тем, контакты, ссылки. Эта информация считывается подкаст-клиентами. Шоуноты могут содержать таймкоды — соответствия тем и времени их звучания в выпуске. Наличие таймкодов позволяет слушателям сразу перейти в выпуске к нужной теме.
Главы (чаптерсы) — метаданные, которые указываются непосредственно в mp3-файле эпизода. Если подкаст-менеджер поддерживает указание глав, то с их помощью слушатель может переходить от одной темы к другой, перелистывая их (как главы в книге). Главы могут содержать дополнительную информацию — изображения, ссылки и текст.

## Технология
Технологическая база подкастинга — формат RSS или Atom со специфическим элементом enclosure («вложение»), описывающим подключаемый медиаобъект (картинку, видеоролик, файл звукозаписи и пр.).
Элемент имеет атрибуты:
- url — ссылка (URL) на аудиофайл
- length — размер объекта в байтах
- type — MIME-тип объекта (например, «audio/mpeg»)

## Публикация подкаста
Процесс создания и публикации подкаста происходит в несколько этапов:
- Поиск идеи подкаста, определение его тематики. Перед записью периодических подкастов, как правило, составляется его план (шоуноты), облегчающий процесс повествования при записи.
- Подготовка оборудования. Как правило, для записи используют цифровой или аналоговый микрофон. Для повышения качества записи звуковой сигнал обрабатывают с помощью цифрового или аналогового микшера, используют различные фильтры и т. д.
- Запись подкаста. Захват звукового сигнала производится либо программными, либо аппаратными средствами. При использовании программных средств (то есть аудиоредакторов), сигнал каждого человека записывается на отдельную звуковую дорожку. Связь между удалёнными собеседниками осуществляется посредством интернет-телефонии.
- Монтаж. При монтаже подкаста синхронизируется порядок следования и наложения звуковых дорожек, удаляются шумы и помехи, накладываются различное музыкальное оформление. В подкастах в качестве музыкального оформления используют podsafe-музыку.
- Публикация подкаста. Готовый подкаст, как правило, публикуется на различных подкаст-терминалах, блогах и сайтах, посвящённых данному подкасту.

## Подкастинг в России
Первый российский сервис публикации подкастов Rpod появился в 2005 году (и был закрыт в 2015-м) по инициативе Василия Стрельникова. В 2008 году появился второй подкаст-терминал PodFM, основанный Максимом Спиридоновым, позднее создавшим «Нетология-групп». Большим толчком для последующего развития подкастов стали подкасты издания Meduza, которые способствовали популяризации формата аудиошоу в русскоязычном медиапространстве и дали толчок возникновению большого количества новых аудиошоу.
Большинство подкаст-клиентов использует каталог Apple Podcasts для составления топов и рекомендаций. В 2017 году раздел с подкастами появился на популярном российском сервисе Яндекс.Музыка. В 2020 году на рынок подкастов вышли «СберЗвук» и французский стриминговый сервис Deezer.
По состоянию на конец 2019 года самые успешные российские подкасты собирали 10-20 тысяч прослушиваний на выпуск.